# Willy van der Vorm
William Nicolaas Henry (Willy) van der Vorm (Rotterdam, 3 maart 1897 - aldaar, 15 februari 1963) was een Rotterdamse reder en koopman. Zoon van Klaas van der Vorm, reder en cargadoor, en Mabel Alpha Rose Constance Hilda Hardij. Gehuwd sinds 14 december 1923 met Klazina van der Vorm. Uit dit huwelijk werden twee dochters en twee zoons, Nico van der Vorm en Otto van der Vorm, geboren. 
Willy van der Vorm, zoals hij algemeen bekendstond, studeerde handelseconomie in Rotterdam. In 1919 begon hij in de zaak van zijn oom Willem van der Vorm en Daniël George van Beuningen, de Scheepvaart- en Steenkolenmaatschappij (SSM). In 1931 werd hij benoemd tot directeur. In 1950 werd Van der Vorm directeur van de Holland-Amerika Lijn, waar zijn zoon Nico - en nog later zijn kleinzoon Martijn van der Vorm - hem later zou opvolgen. Naast enkele commissariaten was hij sedert 1942 commissaris en president-commissaris van de Rotterdamsche Bank N.V.
Naast zijn drukke werkzaamheden vond hij tijd voor zijn hobby zeilen, en was voor lange tijd bestuurslid van de Koninklijke Roei- en Zeilvereeniging De Maas.
- Biografisch Portaal: 70477125